# NBA Playoffs 1956
Gli NBA Playoffs 1956 si conclusero con la vittoria dei Philadelphia Warriors (campioni della Eastern Division) che sconfissero i campioni della Western Division, i Fort Wayne Pistons.

## Fase preliminare

### Syracuse Nationals - New York Knicks
RISULTATO FINALE: 1-0
| Arbitri: | Sid Borgia Mendy Rudolph |

|                       |          |                |
| D. Schayes 14         | Punti    | H. Gallatin 19 |
| P. Seymour, G. King 6 | Assist   | D. McGuire 9   |
| D. Schayes 14         | Rimbalzi | R. Felix 13    |

### St. Louis Hawks - Minneapolis Lakers
RISULTATO FINALE: 0-1
| Arbitri: | Mendy Rudolph Arnie Heft |

|              |       |              |
| B. Pettit 14 | Punti | S. Martin 28 |

## Squadre qualificate

### Eastern Division
1. Philad. Warriors
2. Boston Celtics
3. Syracuse Nationals

### Western Division
1. Ft. Wayne Pistons
2. Minneapolis Lakers
3. St. Louis Hawks

## Tabellone
|  | Semifinali di Division | Semifinali di Division | Semifinali di Division |                    |                     | Finali di Division  | Finali di Division  | Finali di Division |  |  | Finali NBA | Finali NBA | Finali NBA |  |
|  |                        |                        |                        |                    |                     |                     |                     |                    |  |  |            |            |            |  |
|  |                        |                        |                        |                    |                     | 1                   | Ft. Wayne Pistons * | 3                  |  |  |            |            |            |  |
|  |                        |                        |                        |                    |                     | 1                   | Ft. Wayne Pistons * | 3                  |  |  |            |            |            |  |
|  |                        |                        | 3                      | St. Louis Hawks    | 2                   |                     |                     |                    |  |  |            |            |            |  |
|  | 3                      | St. Louis Hawks        | 3                      | St. Louis Hawks    | 2                   | 2                   |                     |                    |  |  |            |            |            |  |
|  | 3                      | St. Louis Hawks        |                        |                    |                     |                     |                     |                    |  |  |            |            |            |  |
|  | 2                      | Minneapolis Lakers     | 1                      |                    |                     |                     |                     |                    |  |  |            |            |            |  |
|  | 2                      | Minneapolis Lakers     | 1                      |                    | Ft. Wayne Pistons * | Ft. Wayne Pistons * | 1                   |                    |  |  |            |            |            |  |
|  |                        |                        |                        |                    |                     |                     |                     |                    |  |  |            |            |            |  |
|  |                        |                        | Philad. Warriors *     | Philad. Warriors * | 4                   |                     |                     |                    |  |  |            |            |            |  |
|  |                        |                        |                        | Philad. Warriors * | 4                   |                     |                     |                    |  |  |            |            |            |  |
|  |                        |                        |                        |                    |                     |                     |                     |                    |  |  |            |            |            |  |
|  |                        |                        |                        |                    |                     |                     |                     |                    |  |  |            |            |            |  |
|  |                        | 1                      | Philad. Warriors *     | 3                  |                     |                     |                     |                    |  |  |            |            |            |  |
|  |                        |                        |                        | 3                  |                     |                     |                     |                    |  |  |            |            |            |  |
|  |                        |                        | 2                      | Syracuse Nationals | 2                   |                     |                     |                    |  |  |            |            |            |  |
|  | 3                      | Syracuse Nationals     | 2                      | Syracuse Nationals | 2                   | 2                   |                     |                    |  |  |            |            |            |  |
|  | 3                      | Syracuse Nationals     |                        |                    |                     |                     |                     |                    |  |  |            |            |            |  |
|  | 2                      | Boston Celtics         | 1                      |                    |                     |                     |                     |                    |  |  |            |            |            |  |

Legenda
- * Vincitore Division
- "Grassetto" Vincitore serie
- "Corsivo" Squadra con fattore campo

## Eastern Division

### Semifinali

#### (2) Boston Celtics - (3) Syracuse Nationals
RISULTATO FINALE: 1-2
| Boston 17 marzo 1956 Gara 1                                                                       | Boston Celtics | 110 – 93 (25-22, 26-19, 29-31, 30-21) referto | Syracuse Nationals | Boston Garden |
| B. Cousy 29 Punti E. Conlin 21 B. Cousy 9 Assist D. Schayes 6 J. Nichols 18 Rimbalzi E. Conlin 13 |                |                                               |                    |               |
|                                                                                                   |                |                                               |                    |               |
| B. Cousy 29                                                                                       | Punti          | E. Conlin 21                                  |                    |               |
| B. Cousy 9                                                                                        | Assist         | D. Schayes 6                                  |                    |               |
| J. Nichols 18                                                                                     | Rimbalzi       | E. Conlin 13                                  |                    |               |

| Syracuse 19 marzo 1956 Gara 2                                                                             | Syracuse Nationals | 101 – 98 (21-21, 32-29, 28-20, 20-28) referto | Boston Celtics | Onondaga War Memorial |
| R. Kerr 23 Punti B. Cousy 28 D. Schayes , P. Seymour 5 Assist B. Cousy 10 R. Kerr 14 Rimbalzi A. Risen 17 |                    |                                               |                |                       |
| |                    |                                               |                |                       |
| R. Kerr 23                                                                                                | Punti              | B. Cousy 28                                   |                |                       |
| D. Schayes, P. Seymour 5                                                                                  | Assist             | B. Cousy 10                                   |                |                       |
| R. Kerr 14                                                                                                | Rimbalzi           | A. Risen 17                                   |                |                       |

| Boston 21 marzo 1956 Gara 3                                                                         | Boston Celtics | 97 – 102 (22-21, 23-36, 31-21, 21-24) referto | Syracuse Nationals | Boston Garden |
| B. Sharman 24 Punti D. Schayes 27 B. Cousy 7 Assist D. Schayes 5 A. Risen 15 Rimbalzi D. Schayes 17 |                |                                               |                    |               |
| |                |                                               |                    |               |
| B. Sharman 24                                                                                       | Punti          | D. Schayes 27                                 |                    |               |
| B. Cousy 7                                                                                          | Assist         | D. Schayes 5                                  |                    |               |
| A. Risen 15                                                                                         | Rimbalzi       | D. Schayes 17                                 |                    |               |

PRECEDENTI IN REGULAR SEASON
| Regular Season 1955-56 | Boston Celtics | 8 – 4 | Syracuse Nationals | Referto 1 - Referto 2 - Referto 3 - Referto 4, Referto 5 - Referto 6, Referto 7 - Referto 8 - Referto 9 - Referto 10 - Referto 11 - Referto 12 |
| Syracuse Nationals 111 Syracuse Nationals 97 Syracuse Nationals 101 Boston Celtics 104 Syracuse Nationals 103 Syracuse Nationals 99 Boston Celtics 119 Syracuse Nationals 96 Syracuse Nationals 97 Syracuse Nationals 111 Boston Celtics 111 Boston Celtics 122 Punti 103 Boston Celtics 105 Boston Celtics 89 Boston Celtics 110 Syracuse Nationals 110 Boston Celtics 105 Boston Celtics (1 t.s.) 104 Syracuse Nationals 100 Boston Celtics 98 Boston Celtics 100 Boston Celtics 98 Syracuse Nationals 103 Syracuse Nationals |                | |                    | |
| |                | |                    | |
| Syracuse Nationals 111 Syracuse Nationals 97 Syracuse Nationals 101 Boston Celtics 104 Syracuse Nationals 103 Syracuse Nationals 99 Boston Celtics 119 Syracuse Nationals 96 Syracuse Nationals 97 Syracuse Nationals 111 Boston Celtics 111 Boston Celtics 122 | Punti          | 103 Boston Celtics 105 Boston Celtics 89 Boston Celtics 110 Syracuse Nationals 110 Boston Celtics 105 Boston Celtics (1 t.s.) 104 Syracuse Nationals 100 Boston Celtics 98 Boston Celtics 100 Boston Celtics 98 Syracuse Nationals 103 Syracuse Nationals |                    | |

PRECEDENTI NEI PLAYOFF
|  | Boston Celtics (1953) | 1 – 3 | Syracuse Nationals (1954, 1954, 1955) |  |

### Finale

#### (1) Philadelphia Warriors - (3) Syracuse Nationals
RISULTATO FINALE: 3-2
| Filadelfia 23 marzo 1956 Gara 1                                                                                       | Philad. Warriors | 109 – 87 (28-17, 23-27, 24-25, 34-18) referto | Syracuse Nationals | Philadelphia Civic Center |
| P. Arizin 29 Punti D. Schayes 19 E. Beck , T. Gola 5 Assist G. King 8 N. Johnston 24 Rimbalzi D. Schayes , R. Kerr 14 |                  |                                               |                    |                           |
| |                  |                                               |                    |                           |
| P. Arizin 29 | Punti            | D. Schayes 19                                 |                    |                           |
| E. Beck, T. Gola 5 | Assist           | G. King 8                                     |                    |                           |
| N. Johnston 24 | Rimbalzi         | D. Schayes, R. Kerr 14                        |                    |                           |

| Syracuse 25 marzo 1956 Gara 2                                                                            | Syracuse Nationals | 122 – 118 (35-38, 27-19, 36-33, 24-28) referto | Philad. Warriors | Onondaga War Memorial |
| D. Schayes 33 Punti N. Johnston 43 G. King 10 Assist N. Johnston 7 D. Schayes 16 Rimbalzi N. Johnston 16 |                    |                                                |                  |                       |
| |                    |                                                |                  |                       |
| D. Schayes 33                                                                                            | Punti              | N. Johnston 43                                 |                  |                       |
| G. King 10                                                                                               | Assist             | N. Johnston 7                                  |                  |                       |
| D. Schayes 16                                                                                            | Rimbalzi           | N. Johnston 16                                 |                  |                       |

| Filadelfia 27 marzo 1956 Gara 3                                                                     | Philad. Warriors | 119 – 96 (32-23, 30-24, 25-25, 32-24) referto | Syracuse Nationals | Philadelphia Civic Center |
| J. Graboski 20 Punti E. Conlin 19 T. Gola 10 Assist G. King 6 N. Johnston 18 Rimbalzi D. Schayes 21 |                  |                                               |                    |                           |
| |                  |                                               |                    |                           |
| J. Graboski 20                                                                                      | Punti            | E. Conlin 19                                  |                    |                           |
| T. Gola 10                                                                                          | Assist           | G. King 6                                     |                    |                           |
| N. Johnston 18                                                                                      | Rimbalzi         | D. Schayes 21                                 |                    |                           |

| Syracuse 28 marzo 1956 Gara 4                                                                    | Syracuse Nationals | 108 – 104 (26-31, 26-25, 30-18, 26-30) referto | Philad. Warriors | Onondaga War Memorial |
| G. King 25 Punti N. Johnston 35 G. King 15 Assist N. Johnston 7 R. Kerr 9 Rimbalzi N. Johnston 9 |                    |                                                |                  |                       |
|                                                                                                  |                    |                                                |                  |                       |
| G. King 25                                                                                       | Punti              | N. Johnston 35                                 |                  |                       |
| G. King 15                                                                                       | Assist             | N. Johnston 7                                  |                  |                       |
| R. Kerr 9                                                                                        | Rimbalzi           | N. Johnston 9                                  |                  |                       |

| Filadelfia 29 marzo 1956 Gara 5                                                                        | Philad. Warriors | 109 – 104 (32-28, 24-20, 22-25, 31-31) referto | Syracuse Nationals | Philadelphia Civic Center |
| P. Arizin 35 Punti D. Schayes 28 N. Johnston 8 Assist G. King 13 N. Johnston 18 Rimbalzi D. Schayes 16 |                  |                                                |                    |                           |
| |                  |                                                |                    |                           |
| P. Arizin 35                                                                                           | Punti            | D. Schayes 28                                  |                    |                           |
| N. Johnston 8                                                                                          | Assist           | G. King 13                                     |                    |                           |
| N. Johnston 18                                                                                         | Rimbalzi         | D. Schayes 16                                  |                    |                           |

PRECEDENTI IN REGULAR SEASON
| Regular Season 1955-56 | Philad. Warriors | 9 – 3 | Syracuse Nationals | Referto 1 - Referto 2 - Referto 3 - Referto 4, Referto 5 - Referto 6, Referto 7 - Referto 8 - Referto 9 - Referto 10 - Referto 11 - Referto 12 |
| Philadelphia Warriors 102 Syracuse Nationals 101 Philadelphia Warriors 101 Syracuse Nationals 99 Philadelphia Warriors 112 Syracuse Nationals 87 Philadelphia Warriors 112 Syracuse Nationals 100 Syracuse Nationals 95 Syracuse Nationals 85 Philadelphia Warriors 102 Syracuse Nationals 99 Punti 94 Syracuse Nationals 104 Philadelphia Warriors 92 Syracuse Nationals 79 Philadelphia Warriors 83 Syracuse Nationals 88 Philadelphia Warriors 100 Syracuse Nationals 89 Philadelphia Warriors 128 Philadelphia Warriors 87 Philadelphia Warriors 96 Syracuse Nationals 88 Philadelphia Warriors |                  | |                    | |
| |                  | |                    | |
| Philadelphia Warriors 102 Syracuse Nationals 101 Philadelphia Warriors 101 Syracuse Nationals 99 Philadelphia Warriors 112 Syracuse Nationals 87 Philadelphia Warriors 112 Syracuse Nationals 100 Syracuse Nationals 95 Syracuse Nationals 85 Philadelphia Warriors 102 Syracuse Nationals 99 | Punti            | 94 Syracuse Nationals 104 Philadelphia Warriors 92 Syracuse Nationals 79 Philadelphia Warriors 83 Syracuse Nationals 88 Philadelphia Warriors 100 Syracuse Nationals 89 Philadelphia Warriors 128 Philadelphia Warriors 87 Philadelphia Warriors 96 Syracuse Nationals 88 Philadelphia Warriors |                    | |

PRECEDENTI NEI PLAYOFF
|  | Philad. Warriors | 0 – 3 | Syracuse Nationals (1950, 1951, 1952) |  |

## Western Division

### Semifinali

#### (2) Minneapolis Lakers - (3) St. Louis Hawks
RISULTATO FINALE: 1-2
| Saint Louis 17 marzo 1956 Gara 1               | St. Louis Hawks | 116 – 115 (25-31, 20-29, 39-31, 32-24) referto | Minneapolis Lakers | Kiel Auditorium |
| B. Pettit 25 Punti S. Martin , V. Mikkelsen 19 |                 |                                                |                    |                 |
|                                                |                 |                                                |                    |                 |
| B. Pettit 25                                   | Punti           | S. Martin, V. Mikkelsen 19                     |                    |                 |

| Minneapolis 19 marzo 1956 Gara 2 | Minneapolis Lakers | 133 – 75 (25-215, 36-15, 36-24, 36-21) referto | St. Louis Hawks | Minneapolis Auditorium |
| S. Martin 19 Punti B. Pettit 14  |                    |                                                |                 |                        |
|                                  |                    |                                                |                 |                        |
| S. Martin 19                     | Punti              | B. Pettit 14                                   |                 |                        |

| Minneapolis 21 marzo 1956 Gara 3    | Minneapolis Lakers | 115 – 116 (27-20, 29-32, 28-33, 31-31) referto | St. Louis Hawks | Minneapolis Auditorium |
| C. Lovellette 31 Punti B. Pettit 41 |                    |                                                |                 |                        |
|                                     |                    |                                                |                 |                        |
| C. Lovellette 31                    | Punti              | B. Pettit 41                                   |                 |                        |

PRECEDENTI IN REGULAR SEASON
| Regular Season 1955-56 | Minneapolis Lakers | 5 – 7 | St. Louis Hawks | Referto 1 - Referto 2 - Referto 3 - Referto 4, Referto 5 - Referto 6, Referto 7 - Referto 8 - Referto 9 - Referto 10 - Referto 11 - Referto 12 |
| St. Louis Hawks 101 Minneapolis Lakers 107 St. Louis Hawks 104 Minneapolis Lakers 97 Minneapolis Lakers 90 Minneapolis Lakers 74 Minneapolis Lakers 94 Minneapolis Lakers 97 Minneapolis Lakers 107 Minneapolis Lakers 113 St. Louis Hawks 103 St. Louis Hawks 105 Punti 89 Minneapolis Lakers 99 St. Louis Hawks 95 Minneapolis Lakers 99 St. Louis Hawks 111 St. Louis Hawks 71 St. Louis Hawks 76 St. Louis Hawks 86 St. Louis Hawks 114 St. Louis Hawks St. Louis Hawks 102 Minneapolis Lakers 97 Minneapolis Lakers |                    | |                 | |
| |                    | |                 | |
| St. Louis Hawks 101 Minneapolis Lakers 107 St. Louis Hawks 104 Minneapolis Lakers 97 Minneapolis Lakers 90 Minneapolis Lakers 74 Minneapolis Lakers 94 Minneapolis Lakers 97 Minneapolis Lakers 107 Minneapolis Lakers 113 St. Louis Hawks 103 St. Louis Hawks 105 | Punti              | 89 Minneapolis Lakers 99 St. Louis Hawks 95 Minneapolis Lakers 99 St. Louis Hawks 111 St. Louis Hawks 71 St. Louis Hawks 76 St. Louis Hawks 86 St. Louis Hawks 114 St. Louis Hawks 102 Minneapolis Lakers 97 Minneapolis Lakers |                 | |

PRECEDENTI NEI PLAYOFF

Si è trattata della prima sfida tra le due squadre ai playoff.

### Finale

#### (1) Fort Wayne Pistons - (3) St. Louis Hawks
RISULTATO FINALE: 3-2
| Fort Wayne 22 marzo 1956 Gara 1                                                           | Ft. Wayne Pistons | 85 – 86 (25-27, 20-23, 23-19, 17-17) referto | St. Louis Hawks | War Memorial Coliseum |
| G. Yardley 23 Punti A. Ferrari 17 A. Phillip 4 Assist A. Ferrari , J. Coleman , M. Park 3 |                   |                                              |                 |                       |
|                                                                                           |                   |                                              |                 |                       |
| G. Yardley 23                                                                             | Punti             | A. Ferrari 17                                |                 |                       |
| A. Phillip 4                                                                              | Assist            | A. Ferrari, J. Coleman, M. Park 3            |                 |                       |

| Arbitri: | Stanley Stutz Sid Borgia |

|               |       |             |
| A. Ferrari 21 | Punti | L. Foust 16 |

| Fort Wayne 25 marzo 1956 Gara 3                | Ft. Wayne Pistons | 107 – 84 (29-19, 26-24, 22-16, 30-25) referto | St. Louis Hawks | War Memorial Coliseum |
| G. Yardley , B. Houbregs 19 Punti A. Hannum 18 |                   |                                               |                 |                       |
|                                                |                   |                                               |                 |                       |
| G. Yardley, B. Houbregs 19                     | Punti             | A. Hannum 18                                  |                 |                       |

| Saint Louis 27 marzo 1956 Gara 4  | St. Louis Hawks | 84 – 93 (21-24, 27-28, 18-18, 18-23) referto | Ft. Wayne Pistons | Kiel Auditorium |
| J. Coleman 19 Punti G. Yardley 30 |                 |                                              |                   |                 |
|                                   |                 |                                              |                   |                 |
| J. Coleman 19                     | Punti           | G. Yardley 30                                |                   |                 |

| Fort Wayne 29 marzo 1956 Gara 5                                               | Ft. Wayne Pistons | 102 – 97 (24-19, 22-18, 21-31, 35-29) referto | St. Louis Hawks | War Memorial Coliseum |
| L. Foust , G. Yardley 20 Punti J. Coleman 20 G. Yardley 6 Assist J. Coleman 4 |                   |                                               |                 |                       |
|                                                                               |                   |                                               |                 |                       |
| L. Foust, G. Yardley 20                                                       | Punti             | J. Coleman 20                                 |                 |                       |
| G. Yardley 6                                                                  | Assist            | J. Coleman 4                                  |                 |                       |

PRECEDENTI IN REGULAR SEASON
| Regular Season 1955-56 | Ft. Wayne Pistons | 7 – 5 | St. Louis Hawks | Referto 1 - Referto 2 - Referto 3 - Referto 4, Referto 5 - Referto 6, Referto 7 - Referto 8 - Referto 9 - Referto 10 - Referto 11 - Referto 12 |
| (1 t.s.) Fort Wayne Pistons 114 Fort Wayne Pistons 83 Fort Wayne Pistons 90 Fort Wayne Pistons 85 St. Louis Hawks 97 Fort Wayne Pistons 91 Fort Wayne Pistons 90 St. Louis Hawks 98 Fort Wayne Pistons 94 St. Louis Hawks 83 Fort Wayne Pistons 82 St. Louis Hawks 92 Punti 106 St. Louis Hawks 67 St. Louis Hawks 89 St. Louis Hawks 68 St. Louis Hawks 108 Fort Wayne Pistons 96 St. Louis Hawks 83 St. Louis Hawks 90 Fort Wayne Pistons 98 St. Louis Hawks 89 Fort Wayne Pistons 84 St. Louis Hawks 86 Fort Wayne Pistons |                   | |                 | |
| |                   | |                 | |
| (1 t.s.) Fort Wayne Pistons 114 Fort Wayne Pistons 83 Fort Wayne Pistons 90 Fort Wayne Pistons 85 St. Louis Hawks 97 Fort Wayne Pistons 91 Fort Wayne Pistons 90 St. Louis Hawks 98 Fort Wayne Pistons 94 St. Louis Hawks 83 Fort Wayne Pistons 82 St. Louis Hawks 92 | Punti             | 106 St. Louis Hawks 67 St. Louis Hawks 89 St. Louis Hawks 68 St. Louis Hawks 108 Fort Wayne Pistons 96 St. Louis Hawks 83 St. Louis Hawks 90 Fort Wayne Pistons 98 St. Louis Hawks 89 Fort Wayne Pistons 84 St. Louis Hawks 86 Fort Wayne Pistons |                 | |

PRECEDENTI NEI PLAYOFF

Si è trattata della prima sfida tra le due squadre ai playoff.

## NBA Finals 1956

### Philadelphia Warriors - Fort Wayne Pistons
RISULTATO FINALE
|  | Philad. Warriors | 4 – 1 | Ft. Wayne Pistons |  |

PRECEDENTI IN REGULAR SEASON
| Regular Season 1955-56 | Philad. Warriors | 5 – 4 | Ft. Wayne Pistons | Referto 1 - Referto 2 - Referto 3 - Referto 4, Referto 5 - Referto 6, Referto 7 - Referto 8 - Referto 9 |
| Philadelphia Warriors 87 Fort Wayne Pistons 96 Philadelphia Warriors 80 Philadelphia Warriors 102 Fort Wayne Pistons 92 Philadelphia Warriors 91 Fort Wayne Pistons 99 Fort Wayne Pistons 94 Fort Wayne Pistons 78 Punti 82 Fort Wayne Pistons 91 Philadelphia Warriors 73 Fort Wayne Pistons 82 Fort Wayne Pistons 81 Philadelphia Warriors 92 Fort Wayne Pistons 85 Philadelphia Warriors 105 Philadelphia Warriors 101 Philadelphia Warriors |                  | |                   | |
| |                  | |                   | |
| Philadelphia Warriors 87 Fort Wayne Pistons 96 Philadelphia Warriors 80 Philadelphia Warriors 102 Fort Wayne Pistons 92 Philadelphia Warriors 91 Fort Wayne Pistons 99 Fort Wayne Pistons 94 Fort Wayne Pistons 78 | Punti            | 82 Fort Wayne Pistons 91 Philadelphia Warriors 73 Fort Wayne Pistons 82 Fort Wayne Pistons 81 Philadelphia Warriors 92 Fort Wayne Pistons 85 Philadelphia Warriors 105 Philadelphia Warriors 101 Philadelphia Warriors |                   | |

PRECEDENTI NEI PLAYOFF

Si è trattata della prima sfida tra le due squadre ai playoff.

#### Roster
| \| Pos. \| Num. \| Naz. \| Nome \| Altezza \| Peso \| Data nascita \| Provenienza \| \| ---- \| ---- \| ---- \| --------------- \| ------- \| ----- \| ------------ \| ---------------------------- \| \| G/AP \| 11 \| \| Arizin, Paul \| 193 cm \| 86 kg \| 09-04-1928 \| Villanova \| \| G/AP \| 7 \| \| Beck, Ernie \| 193 cm \| 86 kg \| 11-12-1931 \| Pennsylvania \| \| A/C \| 12 \| \| Davis, Walt \| 203 cm \| 93 kg \| 05-01-1931 \| Texas A&M \| \| G \| 5 \| \| Dempsey, George \| 188 cm \| 86 kg \| 19-07-1929 \| King's College (NY) \| \| G \| 17 \| \| George, Jack \| 188 cm \| 86 kg \| 13-11-1928 \| La Salle \| \| G/AP \| 15 \| \| Gola, Tom \| 198 cm \| 93 kg \| 13-01-1933 \| La Salle \| \| A/C \| 9 \| \| Graboski, Joe \| 201 cm \| 88 kg \| 15-01-1930 \| Tuley High School (Illinois) \| \| G \| 4 \| \| Hennessy, Larry \| 191 cm \| 84 kg \| 20-05-1929 \| Villanova \| \| C \| 6 \| \| Johnston, Neil \| 203 cm \| 95 kg \| 04-02-1929 \| Ohio State \| \| A \| 14 \| \| Moore, Jackie \| 196 cm \| 82 kg \| 24-09-1932 \| La Salle \| \| G \| 25-7 \| \| Schafer, Bob \| 191 cm \| 88 kg \| 29-03-1933 \| Villanova \| | Allenatore - George Senesky Legenda - (C) Capitano - (FA) Free agent - (S) Sospeso - (TW) Contratto Two-way - (GL) Assegnato a squadra G League affiliata - Infortunato Roster • Transazioni · Ultima transazione: 30 aprile 1956 |                        |                 |         |       |              |                              |
| Pos. | Num. | Naz.                   | Nome            | Altezza | Peso  | Data nascita | Provenienza                  |
| G/AP | 11 | Stati Uniti (bandiera) | Arizin, Paul    | 193 cm  | 86 kg | 09-04-1928   | Villanova                    |
| G/AP | 7 | Stati Uniti (bandiera) | Beck, Ernie     | 193 cm  | 86 kg | 11-12-1931   | Pennsylvania                 |
| A/C | 12 | Stati Uniti (bandiera) | Davis, Walt     | 203 cm  | 93 kg | 05-01-1931   | Texas A&M                    |
| G | 5 | Stati Uniti (bandiera) | Dempsey, George | 188 cm  | 86 kg | 19-07-1929   | King's College (NY)          |
| G | 17 | Stati Uniti (bandiera) | George, Jack    | 188 cm  | 86 kg | 13-11-1928   | La Salle                     |
| G/AP | 15 | Stati Uniti (bandiera) | Gola, Tom       | 198 cm  | 93 kg | 13-01-1933   | La Salle                     |
| A/C | 9 | Stati Uniti (bandiera) | Graboski, Joe   | 201 cm  | 88 kg | 15-01-1930   | Tuley High School (Illinois) |
| G | 4 | Stati Uniti (bandiera) | Hennessy, Larry | 191 cm  | 84 kg | 20-05-1929   | Villanova                    |
| C | 6 | Stati Uniti (bandiera) | Johnston, Neil  | 203 cm  | 95 kg | 04-02-1929   | Ohio State                   |
| A | 14 | Stati Uniti (bandiera) | Moore, Jackie   | 196 cm  | 82 kg | 24-09-1932   | La Salle                     |
| G | 25-7 | Stati Uniti (bandiera) | Schafer, Bob    | 191 cm  | 88 kg | 29-03-1933   | Villanova                    |

| \| Pos. \| Num. \| Naz. \| Nome \| Altezza \| Peso \| Data nascita \| Provenienza \| \| ---- \| ----- \| ---- \| --------------- \| ------- \| ------ \| ------------ \| ----------------- \| \| G/AP \| 15-18 \| \| Arnelle, Jesse \| 196 cm \| 100 kg \| 30-12-1933 \| Penn State \| \| C \| 18 \| \| Bielke, Don \| 201 cm \| 109 kg \| 01-01-1930 \| Valparaiso \| \| G \| 7 \| \| Brian, Frankie \| 185 cm \| 82 kg \| 01-05-1923 \| LSU \| \| A \| 6 \| \| Cooper, Chuck \| 196 cm \| 95 kg \| 29-09-1926 \| Duquesne \| \| G \| 7-8 \| \| Devlin, Corky \| 196 cm \| 88 kg \| 21-12-1931 \| George Washington \| \| A/C \| 16 \| \| Foust, Larry \| 206 cm \| 98 kg \| 24-06-1928 \| La Salle \| \| G/AP \| 10 \| \| Holstein, Jim \| 191 cm \| 82 kg \| 24-09-1930 \| Cincinnati \| \| A \| 15 \| \| Horan, Johnny \| 203 cm \| 86 kg \| 24-11-1932 \| Dayton \| \| A/C \| 17 \| \| Houbregs, Bob \| 201 cm \| 95 kg \| 12-03-1932 \| Washington \| \| A/C \| 9 \| \| Hutchins, Mel \| 198 cm \| 91 kg \| 22-11-1928 \| Brigham Young \| \| G \| 5 \| \| Noble, Chuck \| 193 cm \| 86 kg \| 24-07-1931 \| Louisville \| \| G/AP \| 14 \| \| Phillip, Andy \| 188 cm \| 88 kg \| 07-03-1922 \| Illinois \| \| G \| 15-8 \| \| Spears, Odie \| 196 cm \| 93 kg \| 26-06-1924 \| Western Kentucky \| \| G/AP \| 12 \| \| Yardley, George \| 196 cm \| 86 kg \| 03-11-1928 \| Stanford \| \| G \| 10 \| \| Zaslofsky, Max \| 188 cm \| 77 kg \| 07-12-1925 \| St. John's \| | Allenatore - Charley Eckman Legenda - (C) Capitano - (FA) Free agent - (S) Sospeso - (TW) Contratto Two-way - (GL) Assegnato a squadra G League affiliata - Infortunato Roster • Transazioni · Ultima transazione: 30 aprile 1956 |                        |                 |         |        |              |                   |
| Pos. | Num. | Naz.                   | Nome            | Altezza | Peso   | Data nascita | Provenienza       |
| G/AP | 15-18 | Stati Uniti (bandiera) | Arnelle, Jesse  | 196 cm  | 100 kg | 30-12-1933   | Penn State        |
| C | 18 | Stati Uniti (bandiera) | Bielke, Don     | 201 cm  | 109 kg | 01-01-1930   | Valparaiso        |
| G | 7 | Stati Uniti (bandiera) | Brian, Frankie  | 185 cm  | 82 kg  | 01-05-1923   | LSU               |
| A | 6 | Stati Uniti (bandiera) | Cooper, Chuck   | 196 cm  | 95 kg  | 29-09-1926   | Duquesne          |
| G | 7-8 | Stati Uniti (bandiera) | Devlin, Corky   | 196 cm  | 88 kg  | 21-12-1931   | George Washington |
| A/C | 16 | Stati Uniti (bandiera) | Foust, Larry    | 206 cm  | 98 kg  | 24-06-1928   | La Salle          |
| G/AP | 10 | Stati Uniti (bandiera) | Holstein, Jim   | 191 cm  | 82 kg  | 24-09-1930   | Cincinnati        |
| A | 15 | Stati Uniti (bandiera) | Horan, Johnny   | 203 cm  | 86 kg  | 24-11-1932   | Dayton            |
| A/C | 17 | Canada (bandiera)      | Houbregs, Bob   | 201 cm  | 95 kg  | 12-03-1932   | Washington        |
| A/C | 9 | Stati Uniti (bandiera) | Hutchins, Mel   | 198 cm  | 91 kg  | 22-11-1928   | Brigham Young     |
| G | 5 | Stati Uniti (bandiera) | Noble, Chuck    | 193 cm  | 86 kg  | 24-07-1931   | Louisville        |
| G/AP | 14 | Stati Uniti (bandiera) | Phillip, Andy   | 188 cm  | 88 kg  | 07-03-1922   | Illinois          |
| G | 15-8 | Stati Uniti (bandiera) | Spears, Odie    | 196 cm  | 93 kg  | 26-06-1924   | Western Kentucky  |
| G/AP | 12 | Stati Uniti (bandiera) | Yardley, George | 196 cm  | 86 kg  | 03-11-1928   | Stanford          |
| G | 10 | Stati Uniti (bandiera) | Zaslofsky, Max  | 188 cm  | 77 kg  | 07-12-1925   | St. John's        |

#### Risultati
| Arbitri: | Stanley Stutz Sid Borgia |

|                                                                |            |                                                                                   |
| P. Arizin 28                                                   | Punti      | G. Yardley 27                                                                     |
| T. Gola 10                                                     | Assist     | M. HutchinsA. Phillip 6                                                           |
| N. Johnston 14                                                 | Rimbalzi   | G. Yardley 15                                                                     |
| Arizin, Beck, Davis, Dempsey, George, Gola, Graboski, Johnston | Formazioni | Brian, Cooper, Devlin, Foust, Houbregs, Hutchins, Noble, Phillip, Spears, Yardley |

| Arbitri: | Stanley Stutz Sid Borgia |

|                                                                                   |            |                                                                       |
| G. Yardley 30                                                                     | Punti      | P. Arizin 27                                                          |
| A. Phillip 5                                                                      | Assist     | E. Beck 6                                                             |
| G. Yardley 19                                                                     | Rimbalzi   | P. Arizin, N. Johnston 9                                              |
| Brian, Cooper, Devlin, Foust, Houbregs, Hutchins, Noble, Phillip, Spears, Yardley | Formazioni | Arizin, Beck, Davis, Dempsey, George, Gola, Graboski, Johnston, Moore |

| Arbitri: | Mendy Rudolph Arnie Heft |

|                                                                       |            |                                                                                   |
| P. Arizin 27                                                          | Punti      | L. Foust 19                                                                       |
| T. Gola 8                                                             | Assist     | C. Noble 4                                                                        |
| N. Johnston 17                                                        | Rimbalzi   | L. Foust 14                                                                       |
| Arizin, Beck, Davis, Dempsey, George, Gola, Graboski, Johnston, Moore | Formazioni | Brian, Cooper, Devlin, Foust, Houbregs, Hutchins, Noble, Phillip, Spears, Yardley |

| Arbitri: | Mendy Rudolph Arnie Heft |

|                                                                           |            |                                                                |
| G. Yardley 21                                                             | Punti      | P. Arizin 30                                                   |
| A. Phillip 6                                                              | Assist     | J. Graboski 7                                                  |
| L. Foust 14                                                               | Rimbalzi   | T. Gola 9                                                      |
| Brian, Devlin, Foust, Houbregs, Hutchins, Noble, Phillip, Spears, Yardley | Formazioni | Arizin, Beck, Davis, Dempsey, George, Gola, Graboski, Johnston |

| Arbitri: | Sid Borgia Mendy Rudolph |

|                                                                       |            |                                                                                   |
| J. Graboski 29                                                        | Punti      | G. Yardley 30                                                                     |
| J. George 10                                                          | Assist     | C. Devlin 6                                                                       |
| J. Graboski 16                                                        | Rimbalzi   | G. Yardley 20                                                                     |
| Arizin, Beck, Davis, Dempsey, George, Gola, Graboski, Johnston, Moore | Formazioni | Brian, Cooper, Devlin, Foust, Houbregs, Hutchins, Noble, Phillip, Spears, Yardley |

| Campione NBA 1956               |
| ------------------------------- |
| Philadelphia Warriors 2º titolo |

#### Hall of famer
| NBA Finals | Atleta         | Squadra           | Anno |           |
| ---------- | -------------- | ----------------- | ---- | --------- |
| Giocatore  | Paul Arizin    | Philad. Warriors  | 1978 | Giocatore |
| Giocatore  | Tom Gola       | Philad. Warriors  | 1976 | Giocatore |
| Giocatore  | Neil Johnston  | Philad. Warriors  | 1990 | Giocatore |
| Giocatore  | Chuck Cooper   | Ft. Wayne Pistons | 2019 | Giocatore |
| Giocatore  | Bob Houbregs   | Ft. Wayne Pistons | 1987 | Giocatore |
| Giocatore  | Andy Phillip   | Ft. Wayne Pistons | 1961 | Giocatore |
| Giocatore  | George Yardley | Ft. Wayne Pistons | 1996 | Giocatore |

## Squadra vincitrice
| N° | Naz.                   | Ruolo | Sportivo       |  | Alt. |  |
| -- | ---------------------- | ----- | -------------- |  | ---- |  |
| 4  | Stati Uniti (bandiera) | G     | Larry Hennessy |  | 191  |  |
| 5  | Stati Uniti (bandiera) | P     | George Dempsey |  | 192  |  |
| 6  | Stati Uniti (bandiera) | C     | Neil Johnston  |  | 204  |  |
| 7  | Stati Uniti (bandiera) | G     | Ernie Beck     |  | 190  |  |
| 9  | Stati Uniti (bandiera) | AG    | Joe Graboski   |  | 196  |  |
| 11 | Stati Uniti (bandiera) | AG    | Paul Arizin    |  | 193  |  |
| 12 | Stati Uniti (bandiera) | AG    | Walt Davis     |  | 200  |  |
| 14 | Stati Uniti (bandiera) | AP    | Jackie Moore   |  | 195  |  |
| 15 | Stati Uniti (bandiera) | G     | Tom Gola       |  | 198  |  |
| 17 | Stati Uniti (bandiera) | G     | Jack George    |  | 186  |  |
|    | Stati Uniti (bandiera) | All.  | George Senesky |  |      |  |

## Statistiche
Aggiornate al 31 luglio 2021.
| Categoria | Giocatore     | Squadra          | Media | PG |
| --------- | ------------- | ---------------- | ----- | -- |
| Punti     | Paul Arizin   | Philad. Warriors | 28,9  | 10 |
| Rimbalzi  | Neil Johnston | Philad. Warriors | 14,3  | 10 |
| Assist    | Bob Cousy     | Boston Celtics   | 8,7   | 3  |